# The Saint in Palm Springs
Pour les articles homonymes, voir Le Saint.
Série
The Saint Takes Over
(1940) The Saint's Vacation
(1941)
Pour plus de détails, voir Fiche technique et Distribution.
The Saint in Palm Springs est un film américain réalisé par Jack Hively, sorti en 1941, d'après la nouvelle  éponyme de Leslie Charteris extraite du recueil The Saint Goes West publié en France sous le titre Le Saint conduit le bal chez Arthème Fayard.

## Synopsis
Le Saint est chargé par l’inspecteur Fernack de protéger un ami, Johnson, qui transporte des timbres rares, mais l’ami est tué et les timbres volés. Les timbres étaient destinés à la nièce de Fernack et fille de la victime, Elna Johnson, professeur de tennis dans un hôtel de Palm Springs. Seul indice, Simon Templar a donné un coup de poing et marqué l’assassin avec sa bague. Il mène alors une enquête dans le monde de la contrebande de timbres.

## Fiche technique
- Réalisation : Jack Hively
- Scénario : Jerome Cady et Leslie Charteris, d'après la nouvelle éponyme extraite du recueil  de Leslie Charteris The Saint Goes West,  publiée en France dans le recueil Le Saint conduit le bal.
- Images :  Harry J.Wild
- Musique : Roy Webb 
Nathaniel Shilkret
- Son : Richard Van Hessen
- Montage : George Hively
- Production : RKO Radio Pictures
- Producteur : Howard Benedict
- Distribution : RKO Radio Pictures
- Genre : film policier
- Pays de production :  États-Unis
- Année de tournage : 1941
- Durée : 65 minutes
- Format : 35mm - noir et blanc
- Date de sortie :
  - États-Unis : 24 janvier 1941

## Distribution
- George Sanders : Simon Templar
- Wendy Barrie : Elna Johnson
- Paul Guifoyle : Clarence Pearly Gates
- Jonathan Hale : Inspecteur John Fernack
- Linda Hayes : Margaret Forbes
- Ferris Taylor : Mr. Evans
- Harry Shannon  : Chef de la police R.L. Graves
- Eddie Dunn (en) : Detective Parker

## Commentaires
La nouvelle Le Saint à Palm Springs est sortie en 1942 dans le recueil  The Saint Goes West  mais en France, lors de la traduction, elle fut omise et publiée plus tard dans le recueil  Le Saint conduit le bal . Toutefois, pour l’écran Leslie Charteris remania l’intrigue avec Jerome Cady de façon à la rendre compatible avec la durée du film (65 minutes).
Il s’agit de la cinquième et dernière apparition de George Sanders dans le rôle de Simon Templar. Sanders était davantage intéressé par une autre série de films de la RKO,  Le Faucon , dans laquelle il retrouvera sa partenaire Wendy Barrie. 
Au box-office, le film rapporta 90 000 dollars.
Pour sa dernière apparition, Sanders bénéficie d'une bonne histoire, dramatique à souhait, et dans laquelle il a deux partenaires féminines, Wendy Barrie et Linda Hayes, qui dans le rôle de Margaret trouve une mort tragique. On s'éloigne donc du registre comédie pour revenir au genre policier. Preuve s'il en est que comme pour Ian Fleming avec les James Bond, les films de la série Le Saint sont meilleurs quand ils sont inspirés des romans de Leslie Charteris plutôt que batis à partir de scénarios originaux.
À la suite de ce film, la RKO décida d'ouvrir une filiale britannique pour continuer la série pour bénéficier d'avantages fiscaux, le Royaume-Uni gelant 50% des bénéfices faits par les films américains sur son territoire. Le prochain film du Saint allait donc être, en cette année 1941, britannique.

## DVD
Le film a été édité en DVD par les éditions Montparnasse.